# Gerda Gottlieb
Gerda Gottlieb, född 19 augusti (möjligen 14 april) 1916 i Wien Österrike, död 28 oktober 1992 i Ridgewood, New Jersey USA var en österrikisk friidrottare med hoppgrenar som huvudgren. Gottlieb var världsrekordhållare i stafettlöpning och blev medaljör vid damolympiaden 1934 och var en pionjär inom damidrott.

## Biografi
Gerda Gottlieb föddes 1916 i Wien i nordöstra Österrike. I ungdomstiden blev hon intresserad av friidrott och gick med i idrottsföreningen "Wiener Athletiksport Club" (WAC) i Wien.
Hon tävlade främst i höjdhopp och längdhopp men även kortdistanslöpning och stafettlöpning. Hon tävlade även i flera landskamper i det österrikiska damlandslaget i friidrott.
1934 deltog hon vid den fjärde damolympiaden på White City Stadium i London den 9-11 augusti. Under idrottsspelen vann hon bronsmedalj i stafettlöpning 4 x 100 meter (med Veronika Kohlbach, Johanna Vancura, Else Spennader och Gerda Gottlieb).
1935 deltog hon vid 2.a Mackabiaden i Tel Aviv i dåvarande Brittiska Palestinamandatet den 2-7 april, under spelen tog hon guldmedalj i höjdhopp och bronsmedalj i längdhopp.
Under sin aktiva karriär satte Gottlieb flera världsrekord i olika stafettlöpningsgrenar. 1935 satte hon världsrekord i stafett 4 x 75 meter (klubblag) med Gerda Gottlieb, Wanda Novak, Veronika Kohlbach och Johanna Vancura vid tävlingar den 8 september i Wien. Den 6 oktober samma år satte hon sedan även världsrekord i svensk stafett (då 200 m + 100 m + 80 m + 60 m) (med samma besättning) också i Wien. 1934 satte hon även världsrekord i stående längdhopp vid tävlingar den 12 maj i Wien.
Gottlieb blev flerfaldig österrikisk mästare (Österreichische. Staatsmeisterschaften) i löpning 100 meter (1934), stafett 4 x 100 m (1933 och 1934) och svensk stafett (Schwell-Staffel, 1934). Flera av Gottliebs resultat var också nationsrekord.
I mars 1938 flyttade Gottlieb av yrkesskäl till Innsbruck, senare samma år flyttade hon av politiska skäl till USA. Senare drog Gottlieb sig tillbaka från tävlingslivet, hon dog i oktober 1992 i Ridgewood i New Jersey.